# 横田茂昭
横田 茂昭（よこた しげあき、1969年5月1日 - ）は、囲碁の棋士。岡山県浅口郡金光町（現浅口市）出身、関西棋院所属、赤木一夫門下、九段。関西棋院第一位、碁聖戦挑戦者など。厚みを重視する棋風。趣味はクラシック音楽とバレーボール。

## 経歴
1980年、第1回少年少女囲碁大会に金光町立金光小学校5年で出場し、見事初代優勝者となる。翌年も連覇を掛け第2回少年少女囲碁大会に出場するが、のちに関西棋院の後輩となる新垣朱武に敗れ準優勝に終わる。
1983年入段、1995年に九段。
2005年、第49期関西棋院第一位決定戦で中野泰宏を2-0で降し、自身初のタイトルを手にした。
2007年、第32期碁聖戦トーナメントを勝ち上がり、38歳にして七大タイトル初挑戦を果たす。張栩に0-3で敗れ去ったものの、「3局とも悪い碁で、負けていてもおかしくなかった」といわしめる健闘を見せた。
2009年度下期のNHK囲碁講座では「横田茂昭の厚味の戦略」と題して講師を務めた。
2018年、第62期関西棋院第一位決定戦で余正麒に挑戦。0-2で敗れ、自身2度目のタイトル獲得はならなかった。

## 著書
- 「横田茂昭のこの厚みは星なんぼ？」（NHK囲碁シリーズ） 日本放送出版協会 2010年
- 「横田茂昭の白番は楽しい！」（NHK囲碁シリーズ） NHK出版 2013年